# 庫茲尼察
庫茲尼察（波兰语：Kuźnica；白俄罗斯语：Кузніца）是波兰东北部波德拉谢省索科烏卡縣靠近白俄罗斯边界的一个村庄。它位于索庫烏卡东北约16公里、比亚韦斯托克东北54公里。庫茲尼察附近有一個進出白俄罗斯的边境口岸。2019年全村人口1717人。

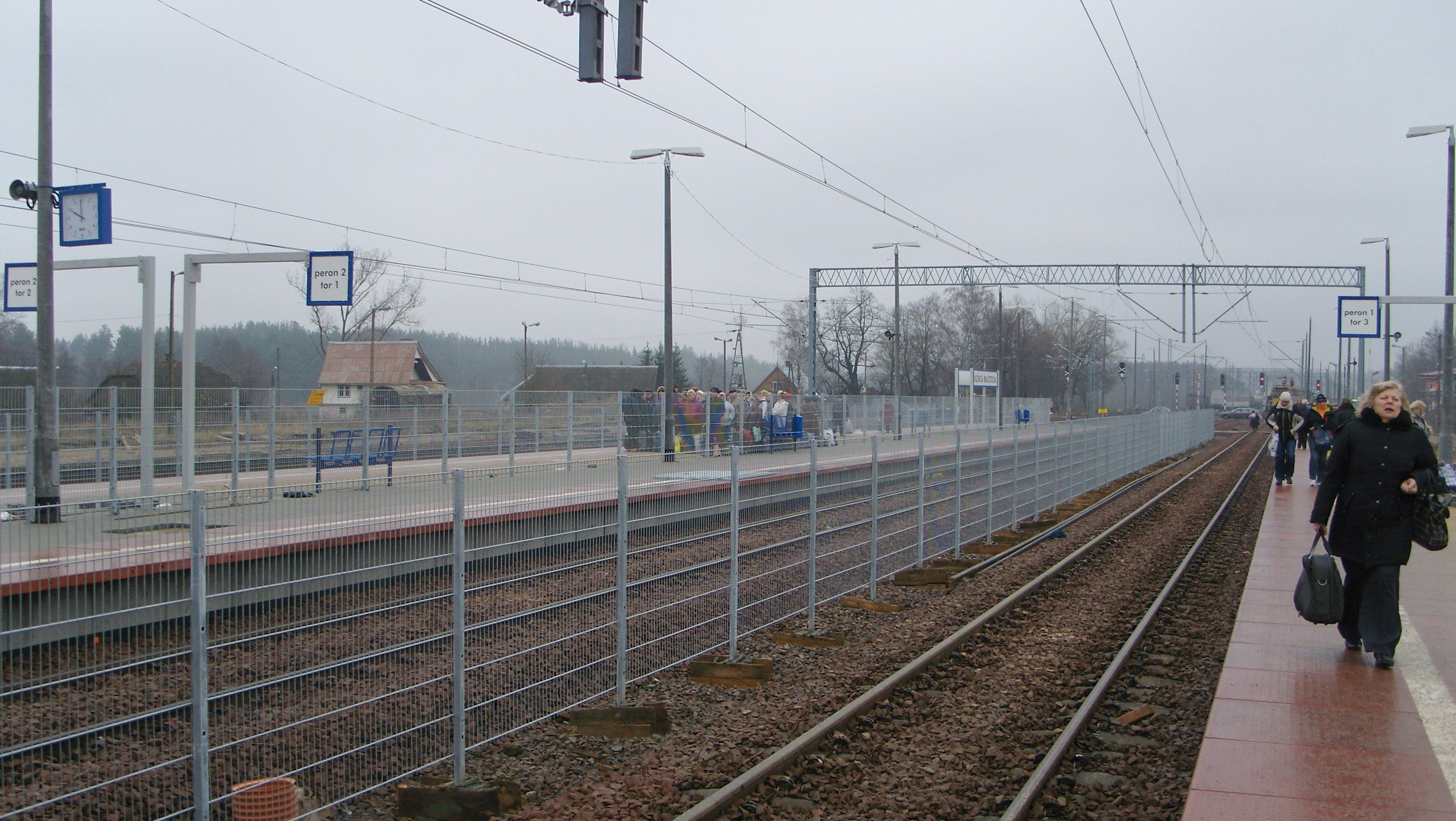
火车站（2007 年）